# Applaus
Applaus (Latijn applaudere, slaan op, klappen) is een uiting van waardering waarbij de handen minstens driemaal ritmisch op elkaar worden geslagen.
De gewoonte om te applaudisseren is waarschijnlijk zo oud als de mensheid zelf en komt in verschillende culturen voor. In de westerse wereld is het applaudisseren geregeld verbonden geweest met bepaalde conventies. 

## Geschiedenis

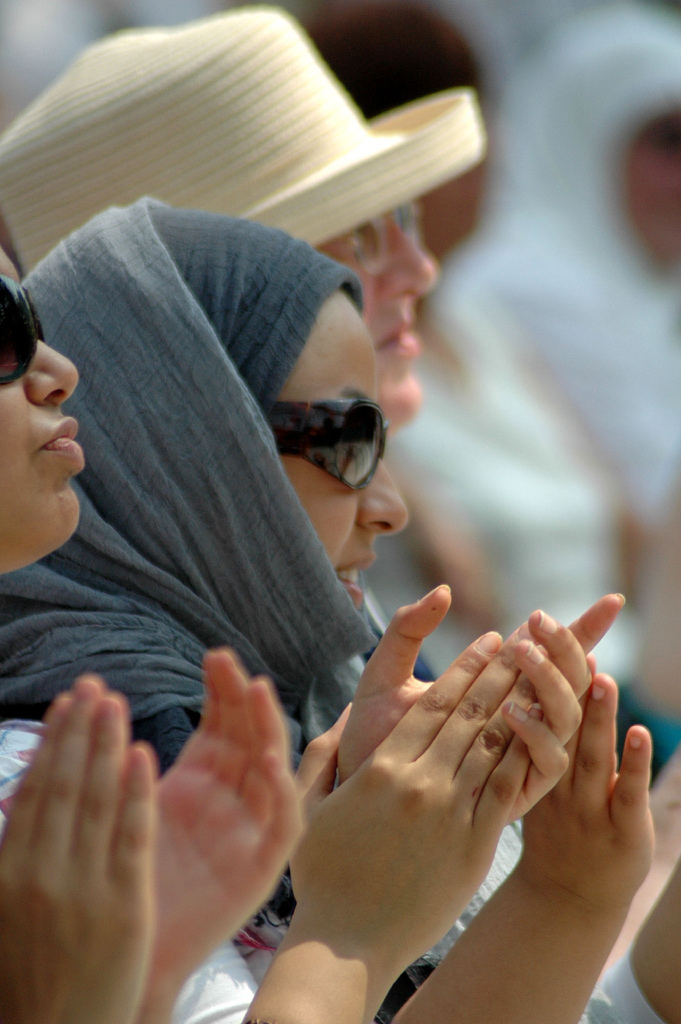
Applaudisserende mensen

De Romeinen hadden verschillende vormen van applaus, waarbij afhankelijk van de waardering geluid gemaakt werd met de duim en vinger of de hele vlakke dan wel de holle hand, of met de flap van de toga werd gezwaaid. In het theater riep de belangrijkste auteur aan het eind van het stuk “Valete et plaudite!”, waarna het publiek het applaus inzette. De gewoonte te applaudisseren vond zijn weg naar de christelijke kerken en het was in de vierde en vijfde eeuw gebruikelijk om bij populaire preken te applaudisseren. 
Het is enige tijd de gewoonte geweest mensen in te huren om te applaudisseren (de claque), maar dit werd allengs als onwenselijk gezien. Mede hierdoor is het applaus in de loop van de tijd aan regels gebonden. Het werd steeds meer als onjuist beschouwd om gedurende serieuze voorstellingen te applaudisseren. Deze restrictie betrof zowel kerkelijke diensten als niet-kerkelijke theatervoorstellingen en concerten. Deze laatste ontwikkeling werd sterk gestimuleerd door de quasi-religieuze sfeer rond de uitvoeringen van opera's van Richard Wagner in Bayreuth. In Duitsland is applaus tijdens de voorstelling in serieuze theaters zelfs enige tijd verboden geweest. Toch zijn er berichten dat men zich in de afgelopen eeuwen niet strikt hield aan deze conventies.

## Conventies podiumkunsten
Bij de podiumkunsten bestaan verschillende gewoonten aangaande applaus. 
Vooral uitvoeringen van klassieke muziek kennen krachtige conventies. Het is daar gebruikelijk om te applaudisseren als de musici op het podium komen. Een orkest is al eerder aanwezig - dan klinkt het applaus bij binnenkomst van de dirigent en de eventuele solist. 
Tijdens de uitvoering is het publiek muisstil totdat het muziekstuk is afgelopen. Het geldt als een faux pas om te applaudisseren tussen de afzonderlijke delen van een meerdelig werk, zoals een suite, concert, symfonie of mis. De meeste bezoekers van een klassiek concert weten dat wel en vaak kennen ze het uitgevoerde muziekstuk goed genoeg om te weten of de uitvoering afgelopen is.
Bij een opera of operette wordt er echter na een aria op applaus gerekend - dit heet een open doekje. 
Na de uitvoering zal de dirigent er met een gebaar op wijzen dat het applaus niet alleen voor hem of haar geldt, maar ook voor de solisten, het orkest, het koor en eventuele andere betrokkenen. 
Bij populaire muziek hebben zich vergelijkbare gewoonten ontwikkeld. Applaus bij het begin van de voorstelling komt bij de meeste muzieksoorten voor. Bij populaire muziek is het applaus tussen de afzonderlijke muziekstukken echter veel meer geaccepteerd dan bij klassieke muziek. Bij jazz is het normaal om na een solo voor de solist te applaudisseren, terwijl de andere musici verder spelen. 
Na afloop van de uitvoering (vooral bij een uitvoering door een solist of kleine groep, niet door een orkest) zullen de musici het podium verlaten terwijl het enthousiaste applaus doorgaat. Daarna komen ze enkele keren terug, waarbij het publiek met synchroon applaudisseren, de musici ertoe zal verleiden een toegift te spelen.

## Afwijkende conventies en andere contexten
Applaus beperkt zich niet tot podiumkunsten. Bij sportwedstrijden is applaus eveneens gebruikelijk na gewaardeerde prestaties. Ook in het onderwijs en bij politieke bijeenkomsten gebeurt het. Daarnaast zijn er verschillende vormen van applaus. Voorbeelden van andere contexten en conventies zijn:
- In enkele gevallen wordt applaudisseren - in de vorm van langzaam klappen - als teken van afkeuring gebruikt, zowel bij podiumkunsten als bij spreekbeurten.
- Tijdens bijeenkomsten van een parlement wordt soms op de bankjes of tafel geroffeld na afloop van een betoog.[2] Normaal applaus is niet altijd toegestaan of ongebruikelijk, zoals in het Britse parlement.[3]
- Doven laten hun waardering blijken door met beide handen te zwaaien.
- Bij plechtige gelegenheden is het in westerse culturen niet gebruikelijk te applaudisseren. Dat geldt bijvoorbeeld voor de meeste christelijke kerkdiensten - al wordt daar ook wel van afgeweken. Bij kerstavonddiensten waar ook veel niet-kerkelijke mensen op afkomen, wordt door de voorganger soms nadrukkelijk gevraagd niet tot applaus over te gaan tijdens de dienst. Ook bij passiemuziek zoals de Matthäus-Passion, en zeker bij muziek en toespraken gedurende uitvaarten en een dodenherdenking, wordt applaus doorgaans als onwenselijk gezien - het applaus roept een feestelijke stemming op die daar niet gewenst is.
- In vliegtuigen wordt soms geapplaudisseerd wanneer een landing geslaagd is.[4]